# Dillenia indica
Espèce
Classification phylogénétique
Dillenia indica, communément appelé Dillénie ou baboul ou pomme d'éléphant ou chalta, est une espèce d'arbustes de la famille des Dilleniaceae.
Elle est originaire d'Asie : Chine, Inde, Sri Lanka, Thaïlande, Viêt Nam, Indonésie et Malaisie. On la trouve près du lit des rivières et dans les sables alluvionaux.

## Description
Dillenia indica est un arbuste de 6 à 8 m de haut avec une couronne largement déployée (le City Botanic Gardens de Brisban en Australie et le Guide Delachaux "Plantes tropicales : à l'état sauvage ou acclimatées" mentionnent que c'est en réalité un arbre de 15 m de haut).
Son tronc lisse est de couleur cacao. Ses feuilles alternes et oblongues, vert foncé et coriaces, mesurent de 30 à 50 cm de longueur. Ses fleurs blanches sont larges de 15 à 20 cm avec cinq pétales et cinq sépales charnus : elles ne fleurissent qu'une journée. Ses fruits en forme de pomme, enveloppés dans les sépales, sont des capsules sèches de 10 à 15 cm de diamètre à l'épicarpe épais, charnu et très juteux.

## Utilisation
Elle peut être utilisée comme arbuste ornemental. C'est une espèce riche en tannins pouvant servir de colorant.
La pulpe de son fruit est aromatique :  on en tire une boisson rafraîchissante au goût très acide ; réfrigérée et sucrée, elle peut se manger crue.

## Galerie de photographies

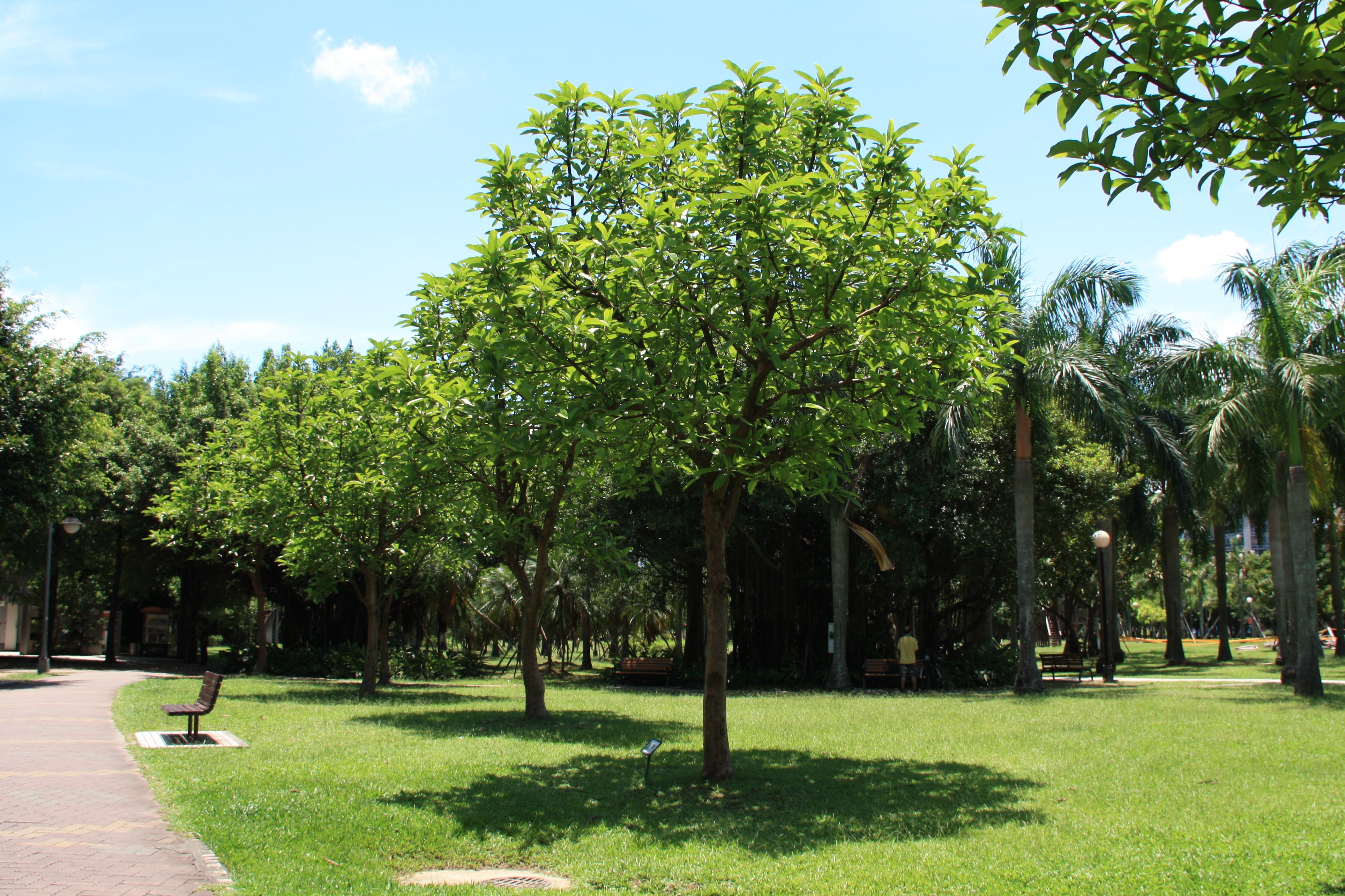
Arbuste (Taipei, Taïwan).
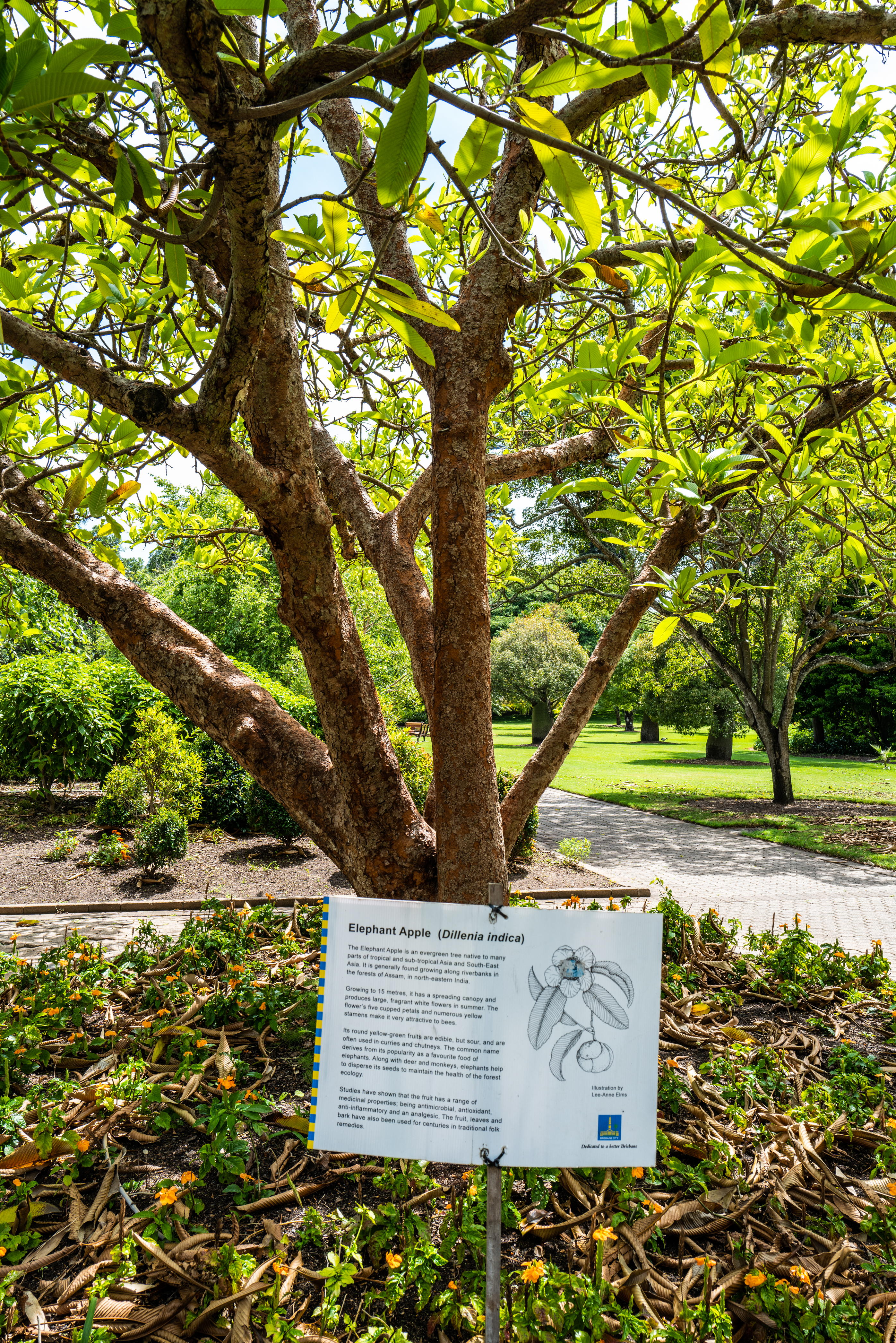
tronc et mention que c'est un arbre de 15 m de haut (Brisban, City Botanic Gardens, Australie)
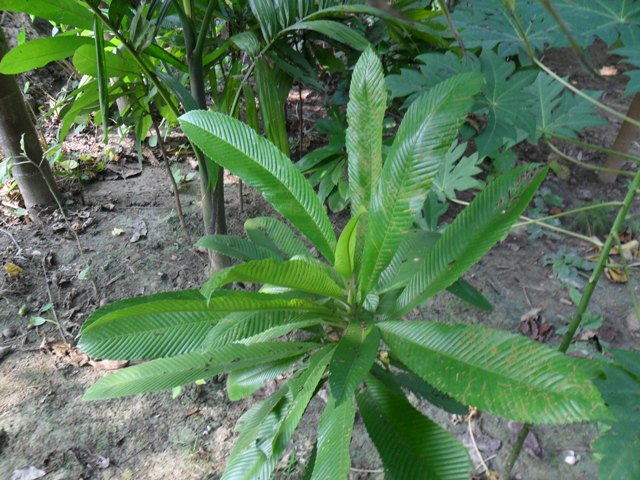
feuilles.
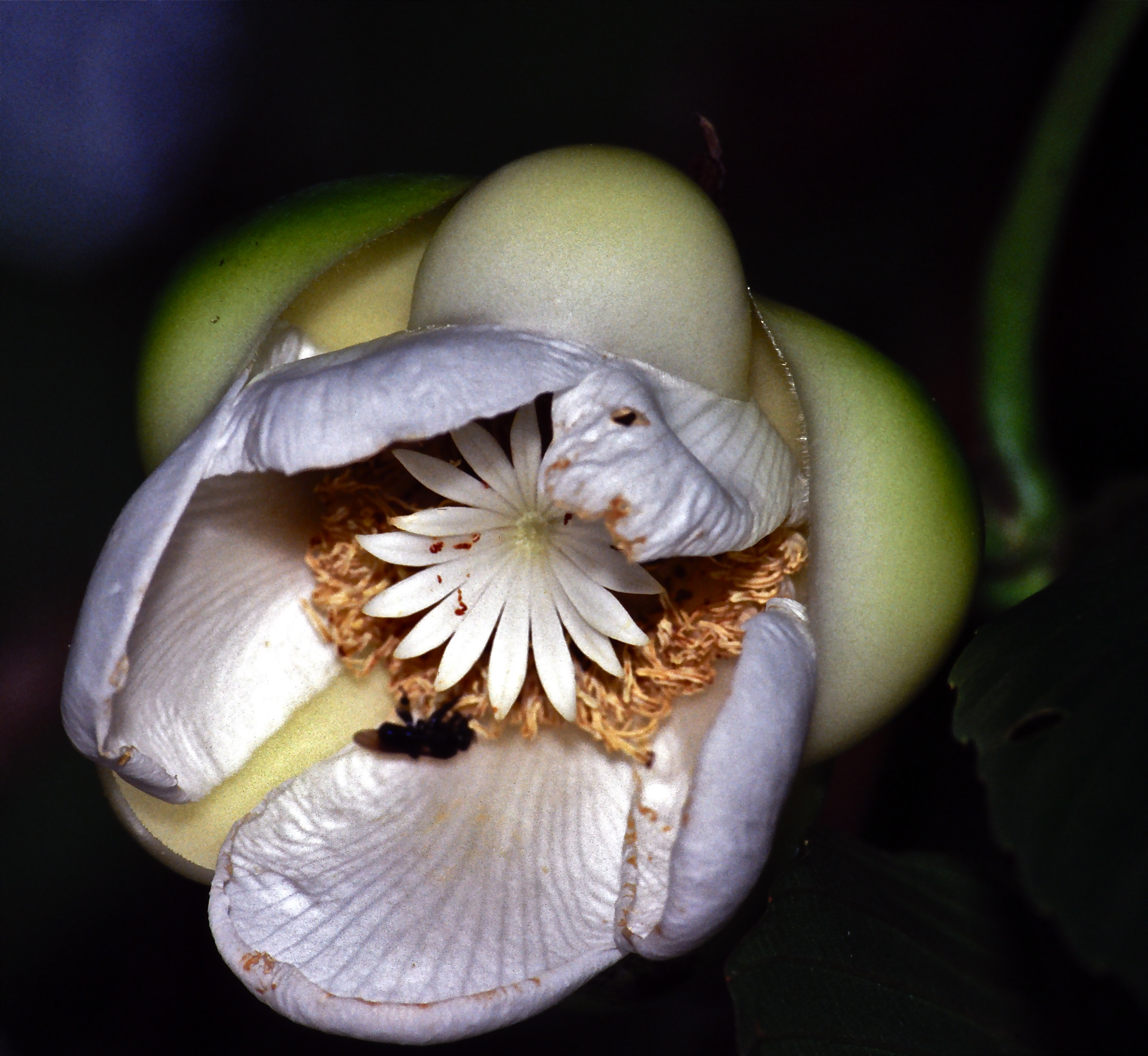
fleur (Sumatra, Indonésie).
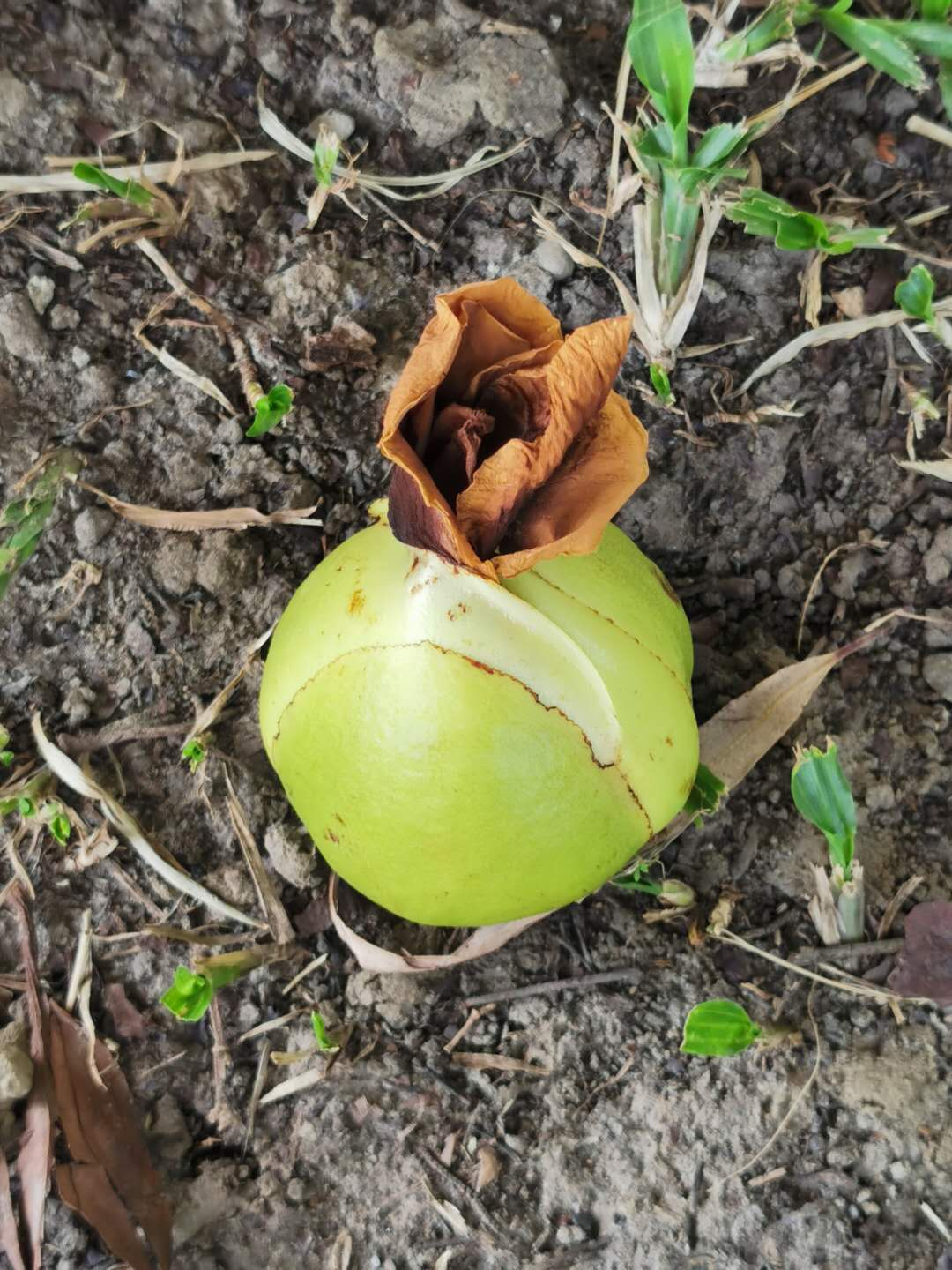
Fruit (Taïchung, Taïwan).